# جاني روداري
جوفاني فرانشيسكو «جاني» روداري (النطق الإيطالي: ‎[ˈdʒanni roˈdaːri]‏ ؛ 23 أكتوبر 1920 - 14 أبريل 1980) كاتب وصحفي إيطالي، اشتهر بأعماله في أدب الأطفال، ولا سيما قصة سيبولينو (بالإيطالية: Il romanzo di Cipollino)‏. حاز على حصل على وسام هانز كريستيان أندرسن للعام 1970 لمساهماته الدائمة في أدب للأطفال. يعتبر في إيطاليا أهم كاتب أدب أطفال إيطالي في القرن العشرين، وقد ترجمت كتبه إلى عدة لغا، منها اللغة العربية التي ظهرت ترجماتها متأخرة نسبيا، ابتداءً من أواخر التسعينيات. وتتميّز أعمال روداري بمحتواها التربوي الاجتماعي الذي ينطلق من اليوميّ والبسيط، وصلاً إلى مضامينَ سياسية ذاتِ طابع اشتراكي.

## حياته الخاصة وتعليمه
ولد روداري في أومينغا، وهي بلدة صغيرة عند بحيرة أورتا في محافظة نوفارا في شمال إيطاليا. كان والده خبازا وتوفي عندما كان روداري في الثامنة من عمره، وتولت الأم بتربية روداري وشقيقيه سيزار وماريو في قريتها الأصلية في مقاطعة فاريزي. بعد ثلاث سنوات في المدرسة في بلدة سيفيزو، تلقى روداري وهو في سن السابعة عشرة شهادة تدريس، وبدأ بتدريس الصفوف الابتدائية في المدارس الريفية في منطقة فاريزي. اهتمّ بالموسيقى وتلقى لثلاثة سنوات دروساً في عزف الكمان، وشغف بالأدب بعد أن اكتشف أعمال نيتشه وشوبنهاور ولينين وتروتسكي التي يبدو أنها عززت إحساسه النقدي. في عام 1939، التحق روداري لفترة قصيرة الجامعة الكاثوليكية في ميلانو.
في عام 1953 تزوج من ماريا تيريزا فيريتي التي أنجبت بعد أربع سنوات ابنتهما باولا

## بداياته السياسية
في فترة الحرب العالمية الثانية، حصل روداري على تأجيل للخدمة في الجيش بسبب اعتلال صحته. وقد تقدم لحاجته المالية بطلب للعمل في مقر الحزب الفاشي (بالإيطالية: Casa del Fascio)‏ واضطر لتسجيل عضويته فيه، ولكن في تلك الفترة تعرض روداري لصدمة بفقدان اثنين من أفضل أصدقائه وسجن شقيقه المفضل سيزار في معسكر اعتقال ألماني. انضم إلى الحزب الشيوعي الإيطالي في عام 1944 وشارك في حركة المقاومة الإيطالية.في عام 1948 عمل صحفيا في جريدة الحزب الشيوعي «الوحدة» (بالإيطالية: l'Unità)‏، وكتب كذلك في صحيفة «الطليعة» (بالإيطالية: Avanguardia)‏.

## روداري بين السياسة وأدب للأطفال
في تلك الفترة بدأ في كتابة قصص للأطفال، وفي عام 1950 عينه الحزب محررا لمجلة الأطفال الأسبوعية الجديدة «الطليعي» (بالإيطالية: Il Pioniere)‏ في روما، وفي عام 1951 نشر روداري قصصه الأولى: كتاب أغاني الأطفال (بالإيطالية: Il Libro delle Filastrocche)‏ وقصة سيبولينو (بالإيطالية: Il Romanzo di Cipollino)‏.
تأثرت كتابات روداري للأطفال بالحركة السريالية الإيطالية واتفقت في محتواها مع توجهاتها المناهضة للبرجوازية واللعسكرة، والمطالبة بالتحرر الاجتماعي وإقامة نظام اجتماعي جديد، وفي هذا الجانب اتخذت كتاباته طابعا تربويا يعمل على توظيف الحكاية الخيالية في غرس قيم اجتماعية وتوجهات تحررية لدى الطفل. في عام 1952 سافر روداري لأول مرة إلى الاتحاد السوفيتي الذي سيتردد عليه بعد ذلك. اتخذ روداري توجهات نقدية داخل الحزب الشيوعي الإيطالي عبر عنها في كتاباته في صحيفة «الطليعة»، وأيد المواقف النقدية المراجعة للمرحلة الستالينية التي اتخذها مؤتمر الحزب الشيوعي السوفييتي العشرين برئاسة نيكيتا خروتشوف عام 1956. في فترة الحرب الباردة أدت عضويته في الحزب الشيوعي الإيطالي إلى الحد من انتشار أعماله في الدول الناطقة بالإنكليزية حيث ظهرت ترجمات متأخرة وقليلة لأعماله صدرت عن دور نشر يسارية التوجه. في المقابل لاقت أعمال روداري انتشارا واسعا في دول المعسكر الشرقي حيث ترجمت إلى عدة لغات واستخدمت في عدة أعمال فنية.
وفي عام 1957، اجتاز روداري الامتحان الرسمي ليصبح صحفياً محترفاً.

## أعمال تربوية
قضى روداري الأعوام 1966 إلى 1969 في العمل المكثف على مشاريع تعاونية للأطفال، ونال في عام 1970 وسام هانز كريستيان أندرسن لأدب الطفل، وهي جائزة يمنحها كل عامين المجلس الدولي لكتب الشباب وتعد أعلى تقدير متاح لكاتب أو رسام كتب الأطفال. أكسبه ذلك شهرة دولية واسعة باعتباره أفضل كاتب حديث للأطفال في إيطاليا وترجمت أعماله إلى عدة لغات.
دعم روداري مفهوم التربية الحديث المعروف بـ «تربوية ريدجو إيميليا» (بالإنجليزية: Reggio Emilia approach)‏ الذي يتناول مشكلات طفل الروضة، ودعى إلى مفهوم جمالي متكامل موجه للأطفال، وقدم عام 1972 سلسلة من الدورات والقراءات في حضانات مدينة ريدجو إيميليا التي انطلق منها المفهوم التربوي وأهدى المدينة لاحقاً كتابه «قواعد المخيلة».

## وفاته
في عام 1979، وبعد رحلة أخرى إلى الاتحاد السوفيتي، تدهورت صحته، وتوفي في روما بعد عملية جراحية في 14 أبريل 1980.

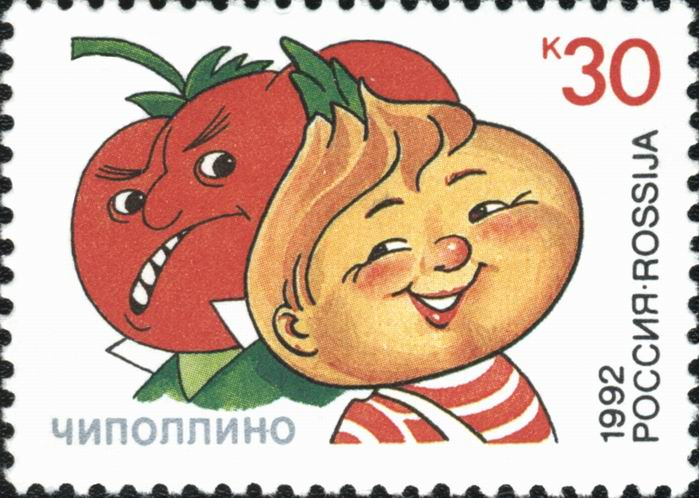
طابع روسي من العام 1992 بشخصية تشيبولينو

## أهم أعماله
- قد يكون أشهر أعماله على الإطلاق مغامرات تشيبولينو (بالإيطالية: Il Romanzo di Cipollino)‏، التي صدرت في عام 1951التي حظيت بشعبية كبيرة وعالمية بلغت أن تتحول في الاتحاد السوفييتي إلى عرض باليه، حيث أقيمت فرقة باليه في الاتحاد السوفيتي في عام 1973، من تأليف كارين كاخاتوريان [الإنجليزية] , وتصميم جنريك ألكساندروفيتش مايوروف. ظهر كذلك فيلم كرتوني سوفييتي لبوريس ديوتسخين [الإنجليزية] عام 1961[10] ، ومسرحية دمى بولندية مبنيان على عمله «تشيبولينو». في القصة يحارب تشيبولينو (تعني بالعربية تصغير بصلة: بصيلة، بصّول) المعاملة غير العادلة التي يلقاها مواطنوه من الخضار على يد ملوك الفاكهة (الأمير ليمون والبندورة المغرورة) في مملكة الحدائق. الموضوع الرئيسي هو «نضال الطبقة الدنيا في مواجهة الأقوياء»، و«الخير ضد الشر»، وأهمية الصداقة في مواجهة المصاعب [11]

- كتاب أغاني الأطفال (بالإيطالية: Il Libro delle Filastrocche)‏ - 1950
- جيلزومينو في بلاد الكّذابين (بالإيطالية: Gelsomino nel paese dei bugiardi)‏ - 1958: يمتاز الفتى جيلزومينو بصوت عال قادر على تحطيم الأشياء أو تحريكها، وتجلب هذه الموهبة عليه متاعب وتضطره إلى مغادرة بلده. يصل جلزومينو إلى بلد يكون فيها الكذب إجباريا ويعاقب من يقول الصدق، وهذا بعد سيطرة مجموعة من القراصنة عليها يقودهم جاكومونو الذي نصّب نفسه ملكا، وفرض الكذب وقلب الحقائق حتى يضيع ماضيه وماضي رجاله الإجرامي. الأمور الإيجابية تصبح سلبية وبالعكس، الأخبار تصدر بتكذيبها، النهار ليل، الليل نهار، القطط تعوي، الكلاب تموء.. وهكذا. يحرر صوت جيلزومينوا الجهور القط ذو الثلاثة سيقان المرسوم على الحائط ويصبحا أصدقاء، وتبدأ الثورة على نظام جيكومونو عندما يكتب القط على الحائط: عاشت الحرية.. مياو! يتعرف البطلان لاحقا على الرسام بانانيتو الذي تتحول رسومه إلى أشياء حقيقية عندما تمحى منها الأكاذيب، ويتمكن الثلاثة بالـ«حقيقة» والصوت العالي من تحرير البلد من نظام جاكومونو.[12]
- أغاني الأطفال في السماء وعلى الأرض (بالإيطالية: Filastrocche in cielo e in terra)‏ - 1960
- حكايات عبر الهاتف (بالإيطالية: Favole al telefono)‏- 1962
- غيب في التلفزيون (بالإيطالية: Gip nel televisore)‏ - 1962
- السهم الأزرق (بالإيطالية: La freccia azzurra)‏ - 1964
- كعكة في السماء (بالإيطالية: La Torta in cielo)‏ - 1966
- كتاب الأخطاء (بالإيطالية: Il libro deqli errori)‏ - 1968
- قواعد المخيلة (بالإيطالية: La grammatica della fantasia)‏ - 1974
- كان هناك مرتين بارون يدعى لامبيرتو - أو أسرار جزيرة سان جيليو (بالإيطالية: C'era due volte il barone Lamberto ovvero I misteri dell'isola di San Giulio)‏ - 1978
- قصص مكتوبة على آلة كاتبة (بالإيطالية: Novelle fatte a macchina)‏
- أتالانتا
- الصعاليك الصغار (بالإيطالية: Piccoli vagabondi)‏

## أعمال ترجمت إلى العربية
صدرت عن وزارة الثقافة السورية ترجمات لأعمال روداري نقلا عن البلغارية والروسية:

غلاف كتاب قصة اساطير رومانية

### ترجماتميخائيل عيد(عنالبلغارية)[13]
- بنفسجة في القطب الشمالي (1982)
- صياد سمك من شيفالو (1984)

### ترجمات عيّاد ميخائيل عيد (عنالروسية)[14]
- الأمير بوظة (1994)
- كوكب شجيرات رأس السنة (1996)
- مغامرات تشيبوللينو (1999)
- رحلة السهم الأزرق (1999)
- أساطير رومانيّة (2011)

### ترجمة غريتا سمعان
- حكايات عبر الهاتف (2007)

## جوائز أدبية
- جائزة براتو (1960)، لكتابه «أغاني الأطفال في السماء وعلى الأرض»
- جائزة كاستيلو (1963)، لكتابه «جيب في التلفزيون»
- جائزة أوروبا دارلون (1967) وجائزة «كاستيلو» (1968) لكتابه «كعكة في السماء»
- جائزة روبينو (1968) لكتابه «كتاب الأخطاء»
- جائزة هانز كريستيان أندرسن (1970)، مع ترشيحات سابقة له في الأعوام 1964 و1938[15]

## تكريم وتذكار بعد وفاته
- منذ وفاته في عام 1980 كتبت عشرات الأعمال التي تتحدث عن جاني روداري، وأطلق اسمه على المئات من الحدائق والنوادي والمكتبات وغرف اللعب والشوارع ودور الحضانة والمدارس الابتدائية، أهمها حديقة روداري في بلدة أومينغا، مسقط رأسه، والمكتبة العامة في الحي السابع في روما.[16]
- في العام 1985 أطلق اسم روداري على الكويكب السماوي 2730 الذي اكتشفه الفلكي السوفييتي نيكولاي تشيرنيخ في مارس 1979.[17]
- في العام 1992 أصدرت روسيا طابع بريد يحمل صورة بطل روداري، «تشيبولينو».
- في العام 2008 أطلق اسم تشيبولينو على برنامج كمبيوتر للشطرنج للمبرمج الإيطالي جان كارلو ديلي كولي.[18]
- في 23 أكتوبر 2020، احتفلت جوجل بعيد ميلاده المائة برسم شعار جوجل مبتكر.[19]
- من 23 إلى 25 أكتوبر 2020 احتفلت مدينة رديجو إميليا بـ أيام روداري" بسلسلة من الفعاليات في مئوية ميلاده. ويذكر أن روداري قد أهدى إلى هذه المدينة كتابه "قواعد الخيال".[20]

## روابط خارجية
- الفيلم الكرتوني السوفييتي تشيبولينو على موقع يوتيوب
- جاني روداري في قاعدة بيانات الأفلام على الإنترنت
- قصة روداري القصيرة، بولينتا فريتا ، مترجمة إلى الإنجليزية
- موقع روداري (إيطالي)
- سيرة روداري (الإيطالية)
- بيانات فيلم الكرتون السوفييتي تشيبولينو
- Answers.com
- مقهى Irreal : «عربة رقم 75» لجياني روداري (ترجمة إنجليزية)

1. ↑  Archivio Storico Ricordi، QID:Q3621644
2. ↑  ПроДетЛит (بالروسية), 17 сентября 2019, QID:Q124821483 {{استشهاد}}: تحقق من التاريخ في: |publication-date= (help)
3. ↑  MusicBrainz (بالإنجليزية), MetaBrainz Foundation, QID:Q14005
4. ↑  Fairy Tales translated نسخة محفوظة 2017-01-12 على موقع واي باك مشين.
5. 1 2  أبو فرّاج، نور (30 يوليو 2018). "أدب الأطفال المترجم في سوريا: حرب الإيديولوجيات". مؤرشف من الأصل في 2018-08-18. اطلع عليه بتاريخ 2021-02-18. {{استشهاد بدورية محكمة}}: الاستشهاد بدورية محكمة يطلب |دورية محكمة= (مساعدة)
6. ↑  Salvatori، Maria (2 أبريل 2002). "$SRORJL]LQJWRWKH$QFLHQW)DEOH*LDQQL5RGDULDQG +LV,QIOXHQFHRQ,WDOLDQ&KLOGUHQ V/LWHUDWXUH". The Johns Hopkins University Press ع. 26. DOI:10.1353./uni.2002.0027. مؤرشف من الأصل في 2018-08-09. اطلع عليه بتاريخ 2021-02-18.
7. ↑  "Gianni Rodari, the logic of fantasy (part 1)". British Library. 6 أغسطس 2020. مؤرشف من الأصل في 2021-01-27. اطلع عليه بتاريخ 2021-02-22.
8. ↑  Knauf، Tassilo (2005). "Reggio-Pädagogik: kind- und bildungsorientiert". Das Kita-Handbuch. مؤرشف من الأصل في 2020-10-01. اطلع عليه بتاريخ 2021-02-22.
9. ↑  Marcello Argilli, Gianni Rodari: una biografia, Einaudi, 1990, p. 64.
10. ↑  "«CIPOLLINO»". Animator.ru. مؤرشف من الأصل في 2018-11-24. اطلع عليه بتاريخ 2021-02-18.
11. ↑  Ballet Theatre of Lancaster نسخة محفوظة 2009-03-12 على موقع واي باك مشين.
12. ↑  "A summary of "Jelsomino in the land of liars", the main characters, reviews. Gianni Rodari's tale". USEFUL INFORMATION FOR EVERYONE. 2 سبتمبر 2018. مؤرشف من الأصل في 2021-03-09. اطلع عليه بتاريخ 2021-03-09.
13. ↑  "ميخائيل عيد". اتحاد الكتاب العرب - سورية. مؤرشف من الأصل في 2021-02-22. اطلع عليه بتاريخ 2021-02-22.
14. ↑  "عياد ميخائيل عيد". اتحاد الكتاب العرب - سورية. مؤرشف من الأصل في 2021-02-22. اطلع عليه بتاريخ 2021-02-22.
15. ↑  "Rodari, Gianni 1920-1980". Encyclopedia. مؤرشف من الأصل في 2020-10-18. اطلع عليه بتاريخ 2021-02-18.
16. ↑  "Biblioteca Gianni Rodari". مكتبات روما. مؤرشف من الأصل في 2020-09-30. اطلع عليه بتاريخ 2021-02-18.
17. ↑  "The MINOR PLANET CIRCULARS/MINOR PLANETS AND COMETS" (PDF). The Minor Planet Center (MPC). 2 يوليو 1985. ص. 52. مؤرشف من الأصل (PDF) في 2016-03-04. اطلع عليه بتاريخ 2021-02-18.
18. ↑  "Cipollino". Chess Programming Wiki. مؤرشف من الأصل في 2021-02-19. اطلع عليه بتاريخ 2021-02-18.
19. ↑  "Gianni Rodari's 100th Birthday". Google. 23 أكتوبر 2020. مؤرشف من الأصل في 2020-12-20.
20. ↑  "Rodari Days Reggio Emilia". FRC - Fondazione Reggio Children. 2020-10-22. مؤرشف من الأصل في 2020-12-05. اطلع عليه بتاريخ 20210-02-22. {{استشهاد ويب}}: تحقق من التاريخ في: |تاريخ الوصول= (مساعدة)